# Paul Capdeville
Paul Capdeville (født 2. april 1983 i Santiago, Chile) er en chilensk tennisspiller, der blev professionel i 2002. Han har, pr. maj 2009, endnu ikke vundet nogen ATP-turneringer, og er aldrig nået længere end 2. runde i nogen Grand Slam-turneringer. 